# Contea di Yongchun
La contea di Yongchun (永春县S, YǒngchūnP) è una contea della Cina, situata nella provincia del Fujian.